# كلية الزيتونة
كلية الزيتونة كانت تعرف سابقًا باسم معهد الزيتونة. هي مؤسسة تعليمية غير هادفة للربح تقع في بيركلي، كاليفورنيا، في الولايات المتحدة. وأسسها حمزة يوسف والإمام زيد شاكر والدكتور حاتم بازيان في عام 2009، وتسعى هذه المؤسسة إلى إحياء وتعزيز الفكر الإسلامي في السياق المعاصر بالمجتمعات الغربية، خاصةً وأنها تعد من المؤسسات التعليمية الإسلامية الأولى في الولايات المتحدة الأمريكية

## لمحة تاريخية
تأسس معهد الزيتونة في عام 1996 وتم إدراجه في ولاية كاليفورنيا كمؤسسة تعليمية غير ربحية. في عام 1998، تم شراء موقع للأكاديمية في هايوارد، كاليفورنيا. وتم تجديد هذا الموقع بالكامل، وهو الآن أكاديمية الزيتونة. وقد عقدت عدة مؤتمرات في معهد الزيتونة بحضور العديد من كبار العلماء المسلمين من مختلف أنحاء العالم. وقد أنجزت الكلية عدة برامج تعليمية مكثفة، فضلا عن دورات مستمرة في منطقة خليج سان فرانسيسكو.

## التعليم
تعتمد المنهجية التعليمية لكلية الزيتونة على المصادر الأساسية للإسلام (القرآن والسنة النبوية)، مع التركيز بشكل كبير على الأبعاد الثلاثة للدين: (الإسلام، الإيمان، الإحسان). وتسعى كلية الزيتونة إلى أن تكون معتمدة في الولايات المتحدة كأول جامعة إسلامية بأمريكا، وإلى أن تحظى باعتراف كبرى المؤسسات التعليمية في العالم مثل جامعة الأزهر بمصر.